# 七年战争
七年戰爭（Seven Years' War）發生在1754年至1763年，主要衝突則集中於1756年-1763年。當時西方主要強國均參與這場戰爭，影響覆蓋歐洲、北美、中美洲、西非海岸、印度及菲律賓。在有些國家的歷史中，這場戰爭依照其所在區域發生的戰鬥，被賦予不同的名字：在美國稱為“法國-印第安戰爭”；在加拿大法語區以“征服之戰”名稱為人所知。而在加拿大英語區則稱為“七年戰爭”（發生於北美，1756年-1763年）；“波美拉尼亞戰爭”（普魯士與瑞典之間，1757年-1762年）；“第三次卡那提克戰爭”（發生於印度次大陸，1757年-1763年）；以及第三次西里西亞戰爭（普魯士與奧地利之間，1758年-1763年）。
七年戰爭由歐洲列強之間的對抗所驅動。英國與法國和西班牙在貿易與殖民地上相互競爭。日益崛起的普魯士，正同時與奧地利在神聖羅馬帝國的體系內外爭奪霸權。奧地利王位繼承戰爭之後不久，列強間進行“夥伴交換”：普魯士與英國建立聯盟，同時互為傳統對手的法國和奧地利締結同盟關係。英普同盟日後陸續有德意志小邦（特別是漢諾威選侯國）以及葡萄牙參與，而法奧同盟則包括瑞典、薩克森以及後來加入的西班牙。俄羅斯帝國起初與奧地利同盟；但俄羅斯帝國在1762年沙皇彼得三世即位後改變立場，並同瑞典一樣與普魯士單獨締結和約。
1763年法國、西班牙與英國簽訂的《巴黎和約》，以及薩克森、奧地利與普魯士簽訂的《胡貝圖斯堡條約》，共同標誌著七年戰爭的結束。這次戰爭，在歐洲以攻城戰、對城鎮的縱火、以及造成慘重損失的野戰而著稱。戰爭總共造成約九十萬至一百四十萬人死亡。
英國在七年戰爭中取得巨大的成功，獲得絕大部分位於加拿大新法蘭西、西屬佛羅里達、一些位於加勒比島嶼、塞內加爾殖民地，以及在印度次大陸上對法國貿易戰的絕對優勢。北美原住民部落被排除在和約之外，並在隨後進行的庞蒂亞克戰爭之後再也無力恢復過去的地位。在歐洲，戰爭起初在普魯士造成巨大的破壞。但是好運和成功的策略幫助腓特烈大帝成功地恢復普魯士的國家地位，並且在戰後保持「戰前狀態」。葡萄牙、西班牙和瑞典的參戰，並沒有幫助這些國家取得曾經的列強地位。法國被剝奪大量的殖民地，並背負沉重的戰爭債務，導致了十多年後對英國的報復戰爭。西班牙雖然失去佛羅里達，但是得到法屬路易斯安那，並恢復在戰爭期間被英國夺去的对古巴和菲律賓的控制。

## 命名
在加拿大、法國以及英國，“七年戰爭”的名稱用來形容發生在1754年的北美，遠早于爆發於1756年的歐洲以及亞洲的衝突的戰爭，因為“九年戰爭”已經被史學家用于形容一場早先爆發過的衝突。
在美國，這場戰爭的北美部分以法國-印第安戰爭的名字而廣為人知。然而許多美國的學者及史學家，例如弗雷德·安德森（Fred Anderson），在其他國家時依然採用當地國同行的習慣稱呼這場衝突為“七年戰爭”。在加拿大法語區，這場衝突有時被稱作La Guerre de la Conquête（“征服之戰”）。
在印度的衝突被稱作“第三次卡那提克戰爭”，同時普魯士與奧地利間的戰爭被稱作“第三次西里西亞戰爭”，在瑞典的歷史中則使用“Pommerska kriget”（“波美拉尼亞戰爭”）一詞，因為瑞典的介入僅限於中德意志東北部的波美拉尼亞地區。
這次戰爭被看作是第一次“世界大戰”，雖然同樣的稱呼也被賦予之前的許多衝突，例如八十年戰爭，三十年戰爭，西班牙王位繼承戰爭以及奧地利王位繼承戰爭；以及之後的衝突，例如拿破崙戰爭。 英國和法國，以及她們的帝國間世界範圍內的衝突被看作是“第二次百年戰爭”──這個名稱有時被一些歷史學家用于形容與持續於17世紀，更加著名與緊湊的宗教衝突相對的，橫跨18世紀的世界範圍內持續衝突的重要階段。

## 背景

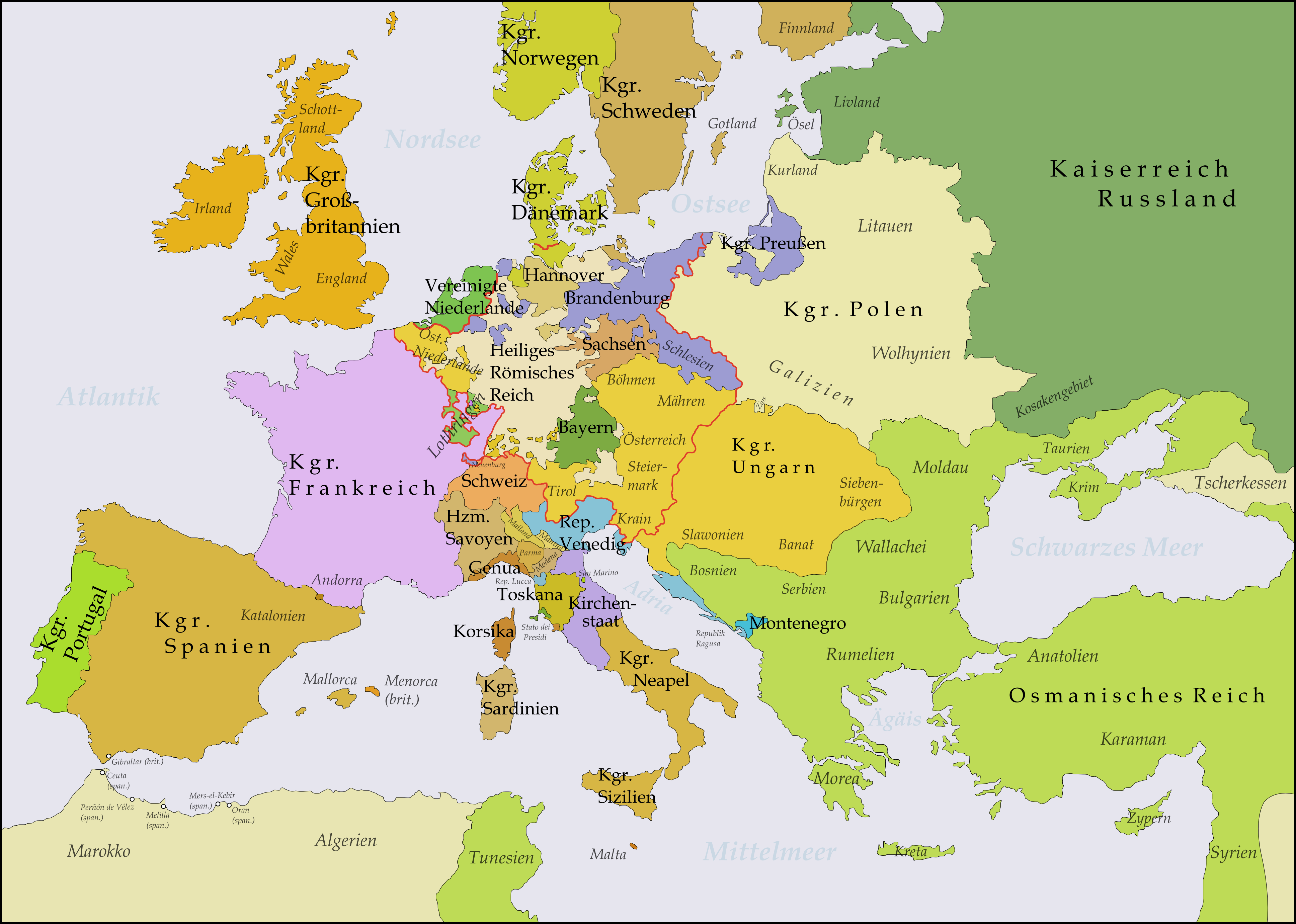
1748-1766年的歐洲。紅線代表神聖羅馬帝國。

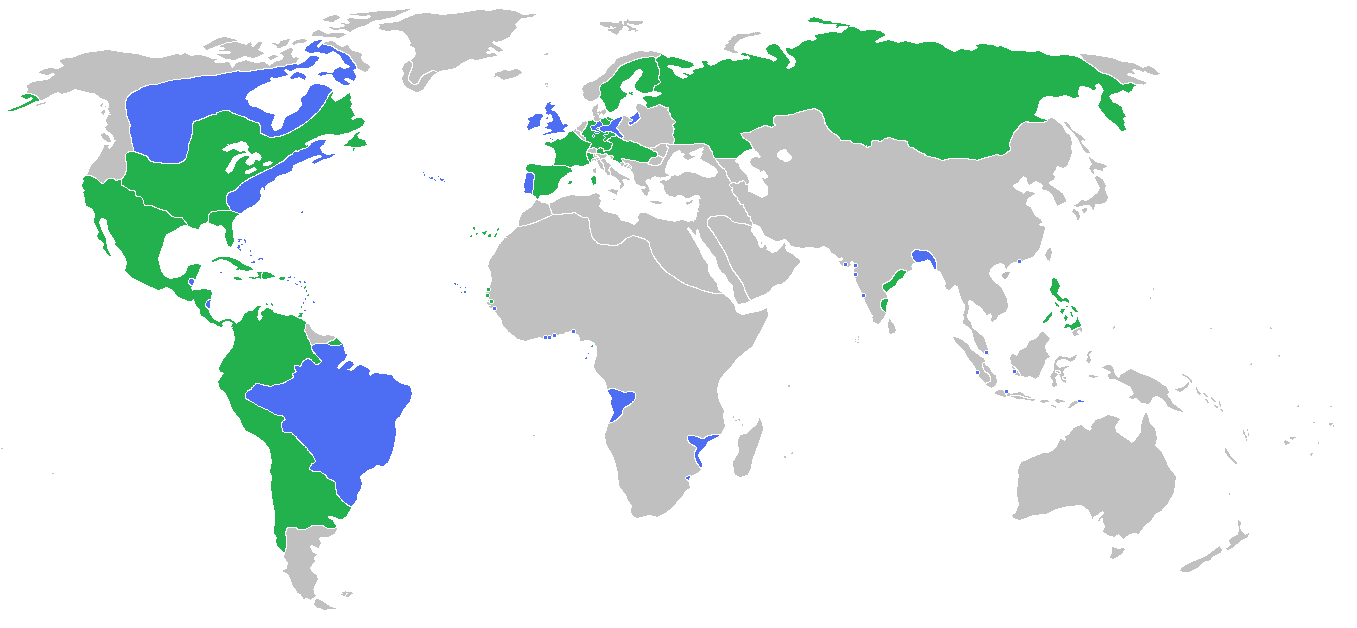
七年戰爭的所有參戰國

這場戰爭經常被看作是發生於1740年－1748年的奧地利王位繼承戰爭的延續。在這場戰爭中，普魯士國王腓特烈二世，即众所周知的腓特烈大帝，從奧地利手中奪取富庶的西里西亞省。奧地利瑪麗婭·特蕾西婭女皇於1748年簽署《阿亨條約》以贏得重建軍隊與同盟關係的時間。她獲得極大的成功。由於奧地利放棄與英國的二十五年的盟約，歐洲的政治版圖，在其後數年間被重新改寫。在被稱作“外交革命”的1756年，法國，奧地利，俄羅斯，這三個幾個世紀以來的宿敵共同結成針對普魯士的同盟。
普魯士的唯一外部支持來自她的新盟友英國──其王室的世襲領地漢諾威遭到來自法國的威脅。從很多方面來說，這一對盟國對各自構成完美的互補：英國擁有世界上規模最大且最高效的海軍，同時普魯士的陸軍是歐洲大陸上最令人畏懼的力量。這使得英國可以集中她的軍事力量投入殖民地的擴張。英國曾經希望這一在“外交革命”期間構建的全新同盟關係能夠維持歐洲的和平，但事實上，這一體系卻成了彌漫於歐洲各國上空的敵意在1756年最終爆發的催化劑。
奧地利軍隊根據普魯士的作戰體系經歷系統的改進，玛丽娅·特蕾莎女皇──她對於軍事事務的瞭解會使許多將軍感到羞愧──無情地推進著改革。她對於士兵福利的關注甚至為她贏得過重的尊敬。奧地利在之前與普魯士的戰爭中遭受多次恥辱的戰敗，並且對於英國所給予的有限援助極為不滿，因此將法國視作唯一能幫助她收復西里西亞以及遏制普魯士擴張的國家。
戰爭的另一起因則是大英帝國與法蘭西帝國間日益升溫的殖民地爭奪。他們的勢力範圍在兩個大陸上擴張，相遇並最終相互碰撞。北美大陸上的衝突甚至要早於歐洲。在那裡，位於大陸東海岸的英國殖民地於1740年代晚期與1750年代早期向西擴張時與法國宣稱主權的密西西比河谷構成衝突。同時為了防止維珍尼亞與賓夕法尼亞的擴張，法國人於1750年代中期在現在的西賓夕法尼亞地區建造一系列的要塞，而英國人試圖將法國人從此地逐出的行動一般被認為構成部分的法國-印第安戰爭。這比歐洲大陸衝突的爆發提早了兩年。 
1756年1月16日，英普首先締結《威斯敏斯特条约》（又名《白廳條約》），規定雙方負責在德意志境內維持和平，並以武力「對付侵犯德意志領土完整的任何國家」，保證英王在德意志的漢諾威領土不受侵犯，這就大大觸怒與英國爭奪海外殖民地的法國。反對如此局勢，俄國女皇伊莉莎白一世決心放棄原先簽訂的《俄英條約》，於1756年3月25日轉向同奧地利考尼茨親王結成攻守同盟。稍後，在奧地利女皇瑪麗婭·特蕾西婭積極策劃下，奧地利與法國國王路易十五簽訂相互保證的第一次《凡爾賽條約》，雙方保證各自提供軍隊，援助另一方反擊任何敵人，漸漸給普魯士的脖子套上外交絞索，積極準備收復西里西亞。 
隨著兩大軍事集團的形成，雙方都進一步爭取同盟者。結果，漢諾威（英國王室在歐洲大陸上的世襲領地）、黑森－卡塞爾、布伦瑞克等德意志諸侯國以及葡萄牙先後參加英普同盟；瑞典、薩克森和神聖羅馬帝國的大多數德意志諸侯國以及西班牙則先後參加法奧俄同盟。

## 战略
在十八世紀的大多數時候，法國都是以同樣的方式參與戰爭：讓殖民地依靠自己的力量保衛自己，或僅向其提供少量的援助（派遣少量的或者缺乏作戰經驗的部隊）。因為法國預想在殖民地的作戰最終很可能會以失敗告終。這樣的戰略選擇某種意義上是外部壓力的結果。因為地理環境的阻隔，再加上英國海軍的優勢地位，使得法國很難為其殖民地提供大量的補給與支援。同時數條漫長的陸地邊界意味著一支高效的本土軍隊對於法國統治者來說必不可少。在這些軍事上的現實必要性限制之下，法國政府將其戰略重心過度向位於歐洲大陸的軍隊傾斜也就並不令人意外了。她將大多數軍隊集結於歐洲大陸，期望這支力量能在家門口取得勝利。她的計畫則是戰至在有利條件下結束敵對狀態，然後於條約談判中以在歐洲的領土所得換取失去的海外領地。但這樣的方式並沒有在此次戰爭中取得成功，因為殖民地確實毫無懸念地失去了；而歐洲的戰事雖然在多數情況下進行得很順利，但在其結束時，法國幾乎沒有獲得任何可以補償殖民地損失的歐陸戰果。
英國人——同樣基於現實理由做出戰略傾斜——則傾向於避免在歐洲大陸上的大規模會戰。他們試圖尋求同一個利益與他們的敵人——尤其是法國——針鋒相對的歐陸強權結盟以彌補其在歐洲大陸的不足:15–16。在七年戰爭中，英國選中那個時代最優秀的軍事家腓特烈大帝，以及他的普魯士王國——後來成為了逐漸崛起的中歐強權——作為她的主要夥伴，並為腓特烈提供大量的資源以支援其作戰:106。與法國構成鮮明對比的是，英國充分利用其海軍力量積極介入殖民地的戰爭:64–66。英國人採用了海上封鎖與炮擊敵港口的雙重戰術，並且將海上運兵做到了極致。他們有效襲擾了敵方船隻，並且在鄰近的己方殖民地支援下對敵方殖民地展開攻擊。
俄國人和奧地利人則旨在同法國一道削弱普魯士——這個家門口的全新威脅——的力量。他們於1756年提出共同防禦（普魯士）的計畫，以及由奧地利和俄羅斯對普魯士發動進攻，由法國提供經濟支援的計畫。

## 欧洲战场

### 1756年

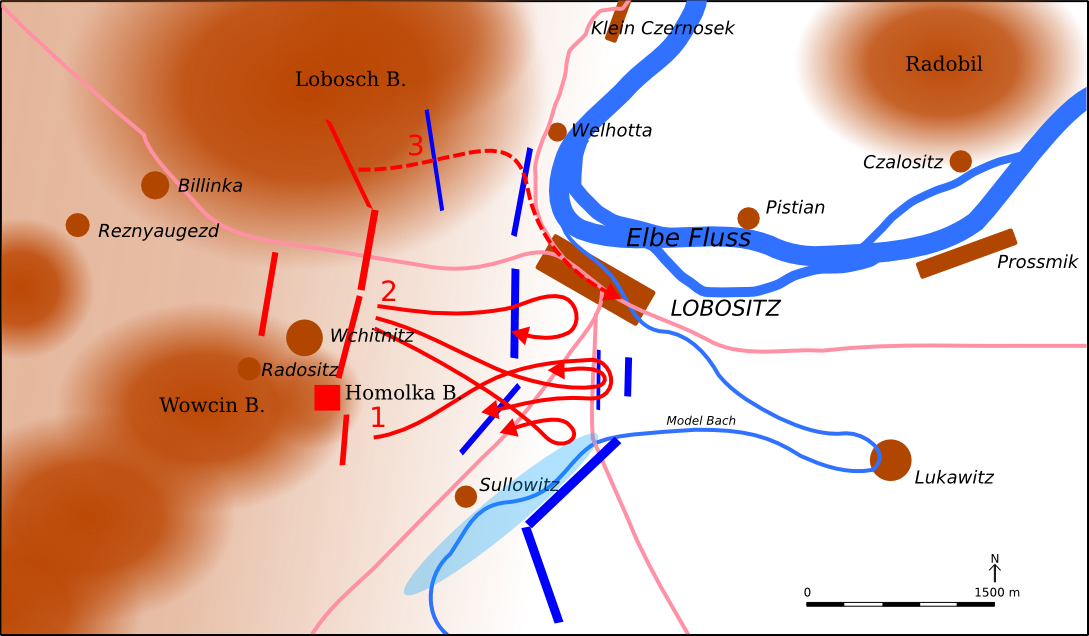
罗布西茨会战形势图。奥地利：蓝色；普鲁士：红色。

英国首相纽卡斯尔公爵对于这一新的联盟体系能够阻止战争在欧洲爆发持乐观态度。但此时，一支庞大的法军部队已经于土伦集结，而后法国对地中海上梅諾卡島的进攻标志着法国对英国战争的开始。英国尝试缓解紧张局势的努力在梅诺卡岛之战中遭到挫败。该岛于6月28日被攻占（为此海军将领约翰·宾受到军事法庭审判并被处决）。英法两国于5月18日正式宣战，这已经是两国于俄亥俄谷地（Ohio Country）爆发冲突的近两年后了。
收到北美地区已经发生冲突的报告，并依据英普同盟获得英国的支持保证后，腓特烈二世于1756年8月29日正式跨过萨克森——一个与奥地利联合的德意志小邦——的边界，他将此视作针对法奥联军对西里西亚即将发动的攻击的先发制人的大胆行动。腓特烈二世为此次对奥战争设定三个目标。首先，腓特烈打算彻底占领萨克森以消除其对普鲁士的威胁；然后利用萨克森的军队及财富支撑普鲁士的战事。腓特烈的第二个目标则是进军波希米亚，在那里他可能为他的军队建立由奥地利负担的冬季营地。第三，腓特烈意图从波希米亚进攻摩拉维亚，夺取奥尔米茨的要塞，然后进军维也纳以迫使奥地利停战。
依照这一方案，在为西里西亚的陆军元帅库尔特·冯·什未林留下25,000名士兵以防御来自摩拉维亚或匈牙利的入侵，以及命令在东普鲁士的陆军元帅汉斯·冯·列瓦尔德防御来自东方俄国的任何入侵行动后，腓特烈开始率领军队进攻萨克森，普军分成三路进军，位于右翼的是由布伦瑞克公爵斐迪南率领的15,000人的纵队；左翼纵队由布伦瑞克—贝文公爵率领，下辖18,000人；处于中央的则是由腓特烈二世亲自统率，以陆军元帅詹姆斯·凯斯（James Keith）为助手的30,000人军队。布伦瑞克的斐迪南正在逼近开姆尼茨；布伦瑞克—贝文公爵横穿卢萨蒂亚迫近包岑；与此同时，腓特烈与陆军元帅詹姆斯·凯斯计划进攻德累斯顿。
萨克森和奥地利的军队对此毫无准备，他们的军队迅速溃散。腓特烈在几乎没有受到任何抵抗的情况下占领德累斯顿。在1756年10月1日爆发的罗布西茨会战中，腓特烈国王阻止被孤立的萨克森军得到来自奥军布劳恩将军的支援。普军迅速横扫选侯国，最终导致普鲁士对萨克森的占领，以及萨克森军队于1756年10月在皮尔纳的投降，随后萨克森军被强制编入普鲁士军队。对中立的萨克森选侯国的攻击激起整个欧洲的愤怒并加强反普联盟。而奥地利在此期间的惟一显著成果是占领部分的西里西亚。
英国起初对普鲁士突然的入侵行为感到惊讶，但随即开始将补给以及670,000英镑（以2013年币值计算约为84.4万英镑）运送给她的新盟友普鲁士。一支由英国人组建的德意志人（汉诺威人）混合部队由坎伯兰公爵（the Duke of Cumberland）统率以保卫汉诺威不受法国的入侵。英国人试图将荷兰拉入同盟，但这一要求被拒绝了，因为荷兰人希望保证自己完全的中立。除了军队数量上的巨大差距，这一年成为普鲁士旗下武装力量在欧洲大陆上获得成功的一年，与英军在北美战场令人失望的表现形成明显对比。

### 1757年

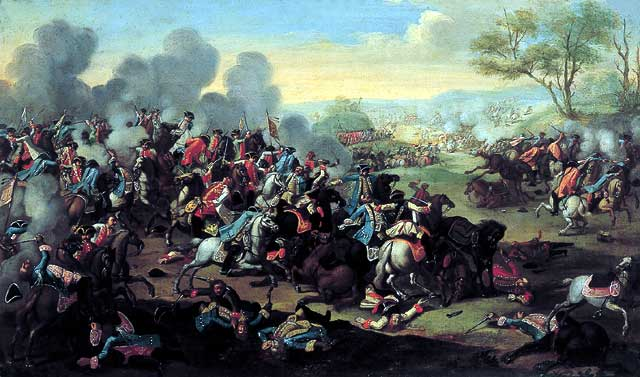
科林戰役 (1757年)

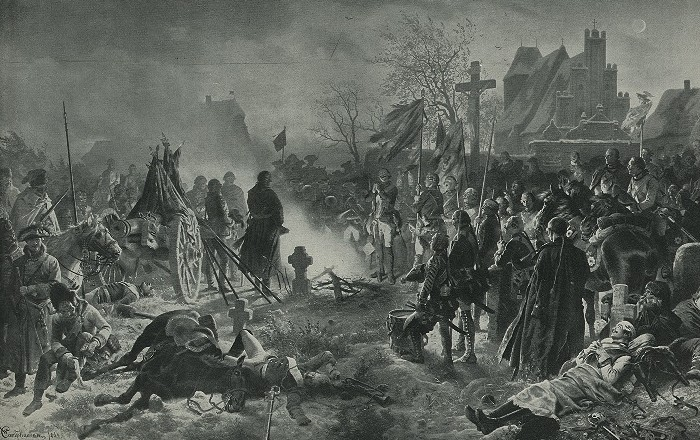
洛伊滕會戰傍晚

在1757年初，腓特烈二世又一次发动主动进攻，他率军进入波希米亚王国，期望给予奥军一次决定性的打击。在赢得1757年5月6日血腥的布拉格会战——这次会战中双方均蒙受巨大损失，而普军将奥军压回布拉格的防御工事——之后。随即普军开始布拉格攻城战。紧接着，腓特烈从进攻布拉格的部队中抽出了5,000士兵去支援驻扎在波希米亚的科林（Kolin）的，由布伦瑞克—贝文公爵率领的19,000人的部队。这支军队轻易地将由弗兰茨·利奥波德·冯·纳达斯迪·奥夫·弗格拉什（Franz Leopold von Nádasdy auf Fogaras）将军率领的奥军轻装部队逐回其位于波希米亚位于冈（Gang）与库滕曼（Kuttenmen）的据点，从而使普军的形势更加安全。纳达斯迪的撤退导致道恩元帅不得不率领他规模大很多的奥军部队向德意志地区边界撤退以保护暴露的侧翼。在1757年6月16日，道恩元帅向西北方向进军意图包抄普军的左翼，作为回应，腓特烈随后于1757年6月17日也向西北方向进军以包抄道恩的奥军。然而，道恩探知腓特烈的行动。1757年6月17-18日，道恩将军队转向腓特烈的新驻地。在1757年6月18日清晨，一场大雾覆盖战场，因此腓特烈对道恩在夜晚的行动一无所知，直到清晨6点，当齐腾将军带领普军前卫穿越普兰加（Planjan）镇时才了解奥军的真实位置。腓特烈二世是时正在其军队左翼的前列。普军的左翼实力较强，因为腓特烈期望从这里展开对奥军的攻击。普军于1757年6月18日午后发动进攻。然而，腓特烈随后得知奥军正在攻击其右翼。他迅速将部队从左翼撤回，以加强右翼并填补在他的前方由于曼斯坦因（Manstein）少将率领其部队攻击阵线前方玉米田中克罗地亚部队造成的缺口。但这样又用尽腓特烈左翼的部队，因此他不得不取消进攻并且重新部署以防御其左翼。然而兵力的不足最终使得普军的左翼与中央开始崩溃。
因此，腓特烈在科林会战中战败，这也是他的首次會戰失利。不仅由于兵力的不足造成科林会战的失败，而且由此带来的部队进一步损失更迫使腓特烈不得不停止对布拉格的攻击并且从波希米亚撤退。
当年随后的夏季，俄军75,000人的军队入侵梅梅尔。梅梅尔有着普鲁士最坚固的要塞之一，然而在五天的炮火轰击之后，俄军得以涌入该要塞。随后俄国人将梅梅尔用作进攻东普鲁士的前进基地，并且于1757年8月30日在激烈的大耶格尔斯多夫会战中击败一支规模较小的普军。接二连三的失利不仅迫使腓特烈取消对波希米亚的入侵，而且他还必须回撤更深至原先普鲁士的控制区。腓特烈战场上的失利刺激更多持机会主义立场的国家加入战局。瑞典随即对普鲁士宣战，但仅派出17,000人的部队入侵波美拉尼亚。瑞典人认为这支小部队足以用来占领波美拉尼亚，而且并不会与普军进行任何作战，因为普鲁士还必须要面对其他多个方向的强敌。
形势对此时的普鲁士非常严酷：奥军正在向普鲁士控制区进攻，而在苏毕兹亲王统率下的法军正由西方赶来。然而在1757年的11月与12月，德意志地区的全局形势发生逆转。首先，腓特烈于1757年11月5日的罗斯巴赫会战中摧毁苏毕兹亲王统率的法军，并于1757年12月5日在洛伊滕會戰中大败数量远胜于己的奥军。通过这些胜利，腓特烈再一次建立自己欧洲最优秀将领的声望，并且他的军队也被看作是欧洲战果最辉煌的军队。然而如此多的成就无法掩盖普鲁士人必须四面受敌的不利局势（西面的法国，南方的奥地利，东边的俄国，北面的瑞典）。与此同时，一支由许多德意志小邦——例如巴伐利亚——组成的混合部队也完成组建并归属奥地利指挥，用以威胁普鲁士对萨克森的控制。
而此时，由坎伯兰公爵率领的汉诺威军队主力于哈斯滕贝克之战被击败。汉诺威被迫签署《克洛斯特－采文协定》，随后遭到法军入侵。这使得普鲁士原本已经十分艰难的处境变得更加复杂。这一协定将汉诺威与布伦瑞克排除出战争，使得普鲁士的西方门户洞开。腓特烈向英国提出给予其更多的支持的紧急要求。因为环顾德意志，腓特烈已经失去任何外部的军事支援。
英国在北美遭受更进一步的挫败，尤其是在威廉亨利堡圍城戰。但是在英国本土，稳定的政治体制已经被建立起来。从1756年开始，继任的纽卡斯尔公爵政府与威廉·皮特政府相继下台。在1757年8月，两人同意结成政治伙伴，建立联合政府以向英国的作战给予全新且更加坚定的领导。这一全新的战略同时强调纽卡斯尔公爵的在欧洲大陆承担更多义务——尤其是防御德意志地区——的意志，以及威廉·皮特利用英国海军夺取法国位于全球的殖民地的决心。这一“双重战略”将在接下来的五年内主导英国的政策。
在1757年末，虽然归功于普鲁士在罗斯巴赫与洛伊滕的胜利，形势开始倾向于腓特烈一边。但戏剧性地为腓特烈扭转整个局势的则是俄罗斯帝国从东普鲁士撤军的决定。
预计俄国很大可能不会于1758年前展开新的行动后，腓特烈将部署在东线的大军调至列瓦尔德元帅麾下以反击瑞典的入侵。普军迅速逐回瑞典人，占领大部分的瑞属波美拉尼亚并封锁其首府施特拉尔松德。英国国王乔治二世在他的大臣的建議之下，決定在羅斯巴赫會戰之後废止《克洛斯特－采文协定》，汉诺威重新加入战争。1757年冬季，汉诺威军的新统帅布伦瑞克公爵斐迪南重组汉诺威军队，并组织一系列的进攻将法军逐回莱茵河西侧。
1757年10月10日至17日间，在奥军中服役的匈牙利将军安德拉斯·哈迪克伯爵（András Hadik）发动可能是匈牙利骠骑兵（hussar）在历史上最著名的行动。当腓特烈率领他强大的军队向南进军时，这位匈牙利将军出人意料地指挥他绝大多数为匈牙利骠骑兵的5,000人部队绕过普军，并用一个晚上占领普鲁士首都柏林的部分地区。为了免遭破坏，柏林付出20万泰勒（thalers）的赎金。当腓特烈听说这一令人感到耻辱的占领行动后，他立即派出一支规模更大的部队去解放这座城市，但哈迪克成功地与他的骠骑兵退出城市并抵达奥军阵线。哈迪克随后因此被提升为奥地利陆军元帅。

### 1758年
1758年初腓特烈展开对摩拉维亚的入侵，并对奥洛穆茨发动进攻。但在奥军于多姆斯塔之战（Battle of Domstadtl）中消灭一支为普军攻击奥洛穆茨输送补给的运输队后，腓特烈中断攻城并从摩拉维亚撤军。这标志着他对奥地利领土最后一次大规模入侵的结束。东普鲁士在整个冬季都由俄军占领，且直到1762年都在俄军的控制之下。尽管如此，腓特烈并没有将俄国人看作一个迫在眉睫的威胁，他仍期望与奥军进行决战以将奥地利彻底踢出这场战争。
1758年4月，英国与腓特烈签署《英普协定》。协议规定英国付给普鲁士每年670,000英镑的援助。英国同时派遣9,000人的部队以支援斐迪南的汉诺威军。这是第一支被派遣至欧陆的英国部队，同时该做法也是对皮特曾经反对向欧陆派兵政策的修正。斐迪南在率军渡过莱茵河并引起法国方面的戒备之前，已于1758年3月成功将法国人赶出汉诺威与威斯特伐利亚并且重新夺取埃姆登港的控制权。但随后，尽管他有在克雷费尔德之战（Battle of Krefeld）击败法军以及短期占领杜塞尔多夫的战果，他仍被迫撤回莱茵河的己方一侧。在撤退过程中，他成功地避开法军的大部队。

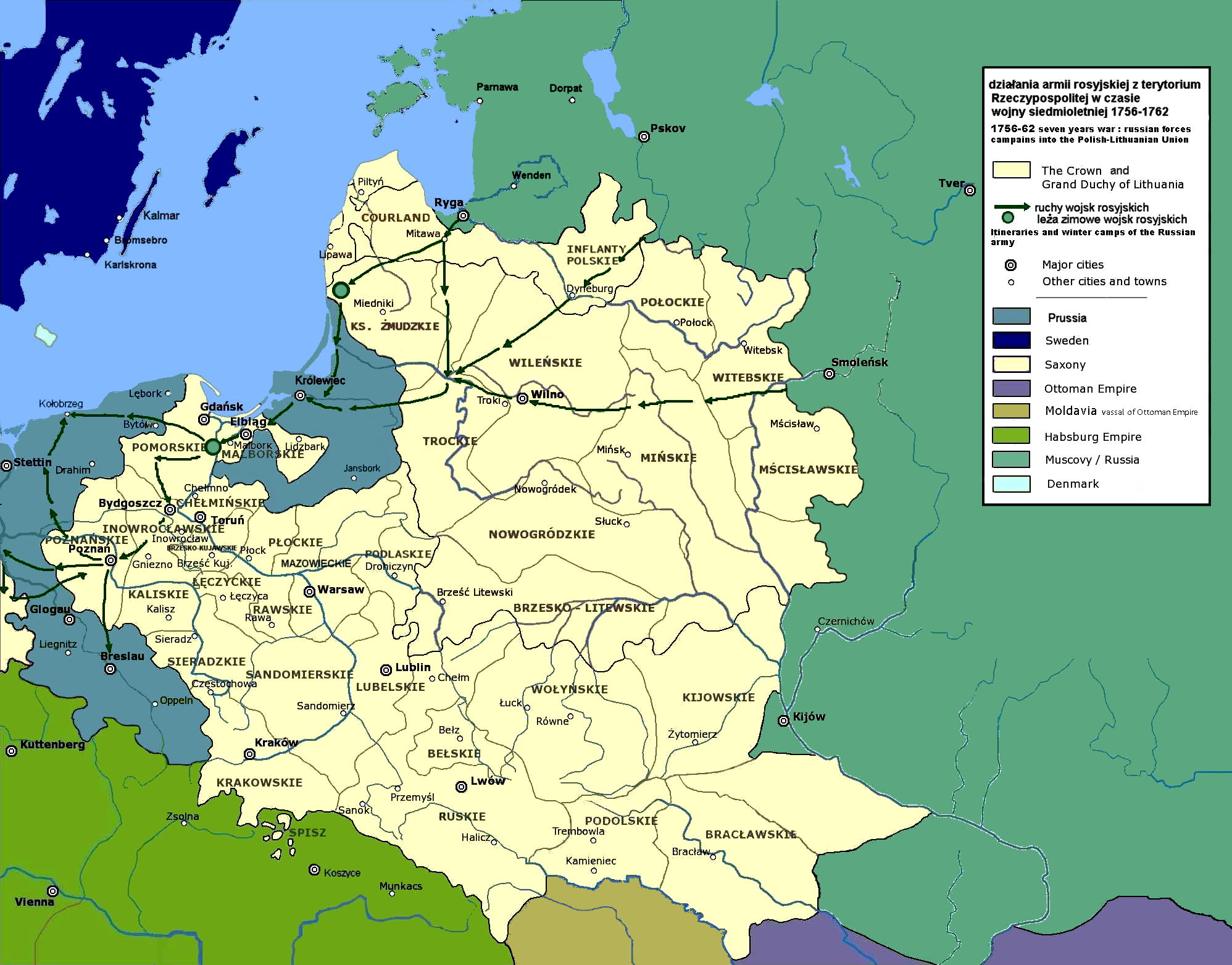
俄军于七年战争（1756年-1763年）中穿越波蘭立陶宛聯邦领土的行动，绿色箭头代表俄军行进方向，绿圈则为俄军基地。

在此时，腓特烈对俄军在东线进展的关注与日俱增，并且决定前往迎击。在1758年8月25日爆发的曹恩道夫戰役中，在腓特烈指挥下的35,000普军向坚守的43,000名由费莫尔伯爵（Count Fermor）率领的俄军发动攻势。虽然双方都付出重大伤亡且俄军最终有序地撤离战场，腓特烈仍然宣称其为己方的胜利。在9月25日爆发的胜负未分的托诺之战（Battle of Tornow）中，一支瑞典军队击退普军的六次攻势，但在费赫贝林之战（Battle of Fehrbellin）再次胜利后，瑞军并没有选择向柏林继续进军。
拉锯战的局面持续到10月14日，道恩元帅的奥军在萨克森的霍克齐之战中奇袭普军主力。腓特烈损失许多大炮，但仍借助茂密的树木为掩护做到有序撤退。最终奥军除了霍克齐之战的胜利以外，在萨克森并没有取得大的进展或者决定性的突破。在对德累斯顿的攻击受阻后，道恩的军队被迫撤回奥地利控制区过冬，因此萨克森仍然为普鲁士人所占据。而同時，俄羅斯也無法拿下普軍控制下的波美拉尼亞的科沃布熱格。
在法国，1758年是令人失望的一年，有鉴于此，法国任命乔伊索公爵（Duc de Choiseul）为新任首相。乔伊索计划通过对英国和汉诺威的猛烈攻击在1759年结束战争。

### 1759年-1760年

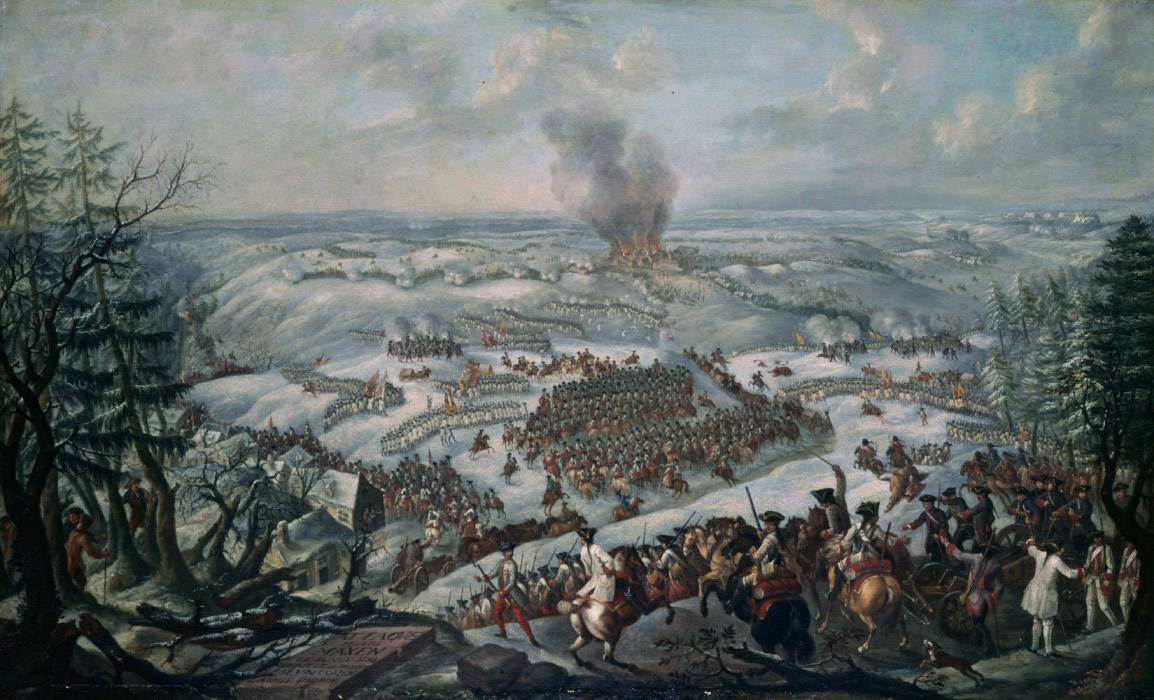
馬克森戰役

1759年见证普鲁士的几次惨败。在凱伊戰役（又稱帕爾齊希戰役）中，俄军统帅萨尔特科夫伯爵率领47,000俄军击败卡尔·海因里希·冯·韦德尔（Carl Heinrich von Wedel）的26,000普军。虽然汉诺威人在明登戰役中击败一支60,000人的法军，但奥军元帅道恩也在马克森之战中还以颜色，迫降一整支13,000人的普军。腓特烈自己则在庫勒斯道夫戰役中损失半数的兵力，这也是他军事生涯中最惨重的失败，并几乎使得他退位自尽。这一系列的灾难部分源于他对俄军实力判断的失误，尽管俄军早已在措恩多夫和格罗斯-耶格尔斯多夫（Gross-Jägersdorf）证明自己的实力。但是此時奧地利尚不願意為俄羅斯提供後勤補給，導致俄軍在庫勒斯道夫戰役之後向西撤退，給腓特烈足夠的時間重整他的軍隊。

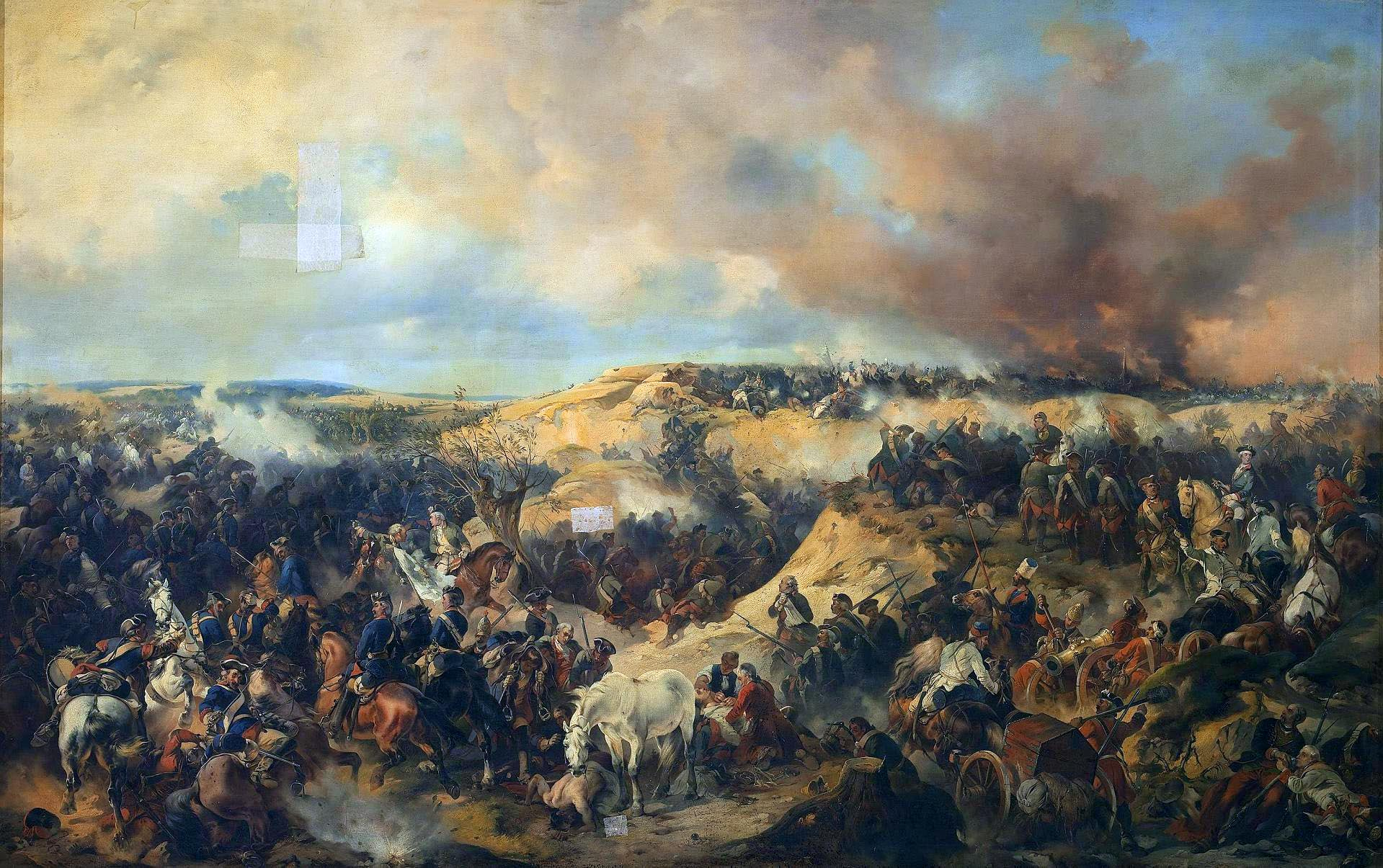
庫勒斯道夫戰役

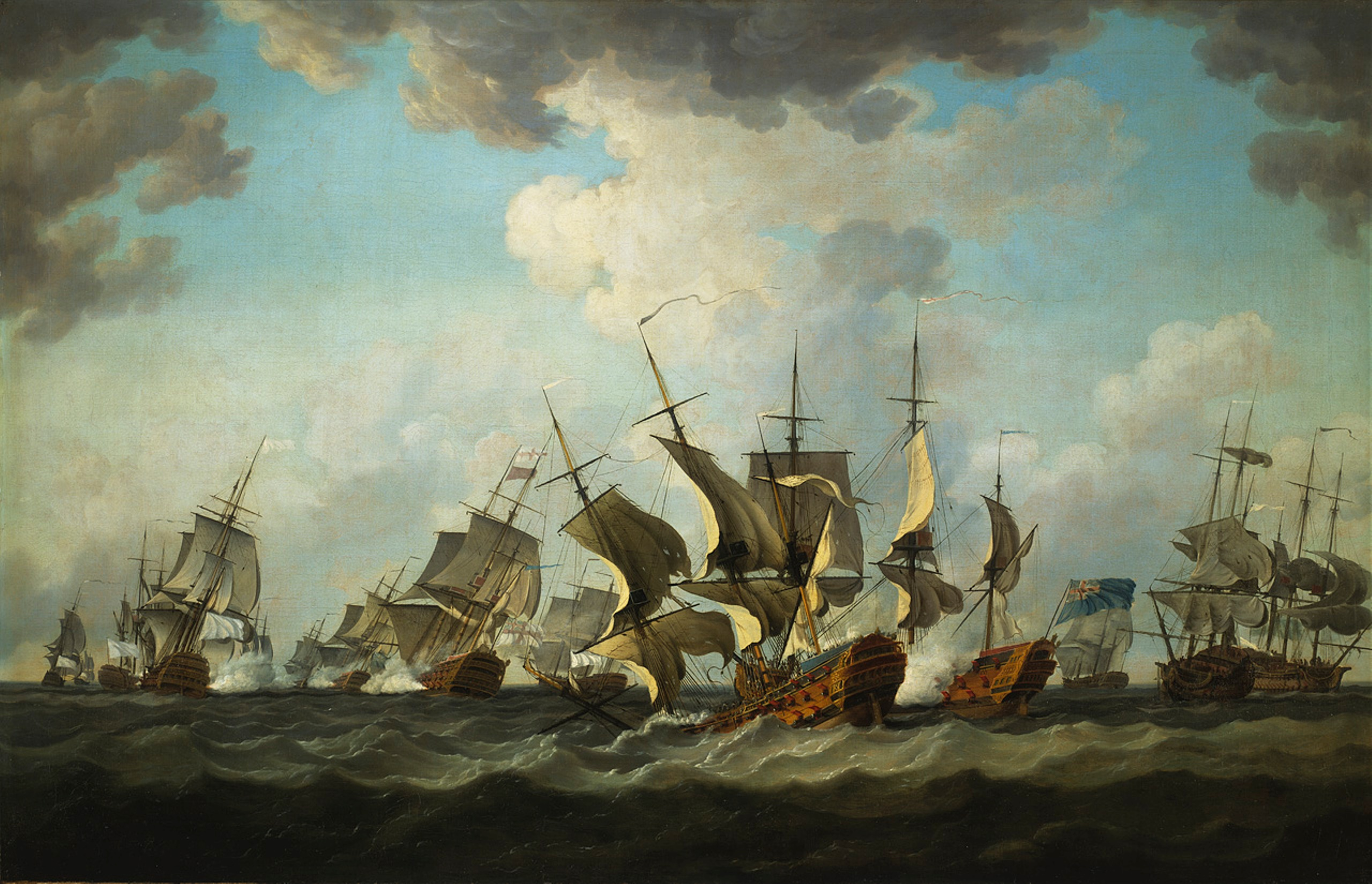
基伯龍灣海戰

另一方面，法国人在1759年于卢瓦尔河口集结陆军，在布雷斯特和土伦集结舰队，以准备计划中对英国本土的入侵行动。但是两场海战的失败阻止这些。1759年8月，让·弗朗索瓦·德·拉·克卢·萨布朗率领的法国地中海舰队在拉各斯海战中被一支由爱德华·博斯科恩率领更大规模的英国舰队击溃。而在11月20日的基伯龙湾海战中，英国海军将领爱德华·霍克率领的23艘风帆战列舰追上德·孔夫兰元帅拥有21艘风帆战列舰的布雷斯特舰队，英国舰队击沉、捕获，迫使搁浅多艘法舰。这一战的失利迫使法国取消登陆英国的计划。

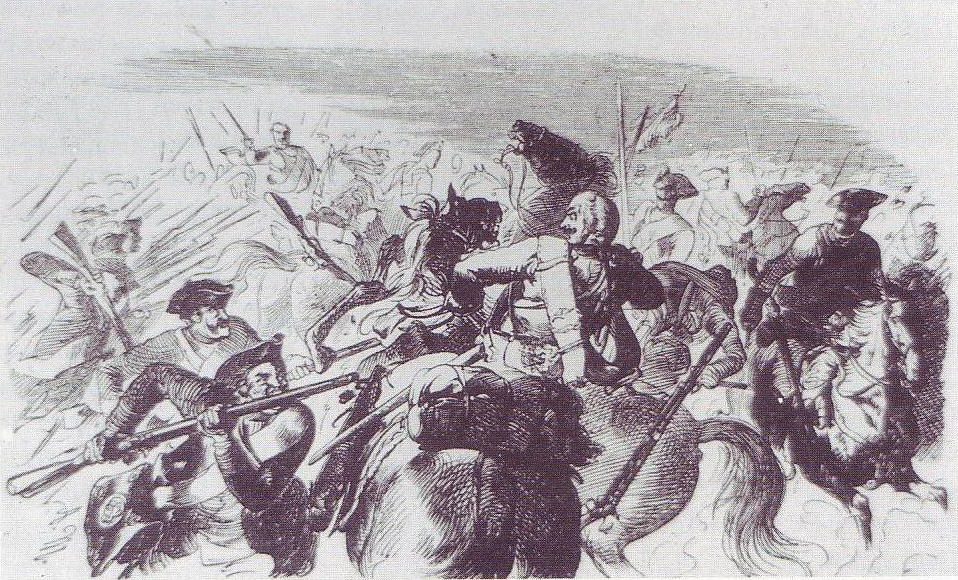
利格尼茨之战

1760年对普鲁士人来说意味着更多灾难的来临。福凯的普军在兰茨胡特战役中被打败。法国人占领马尔堡，瑞典人则夺取部分的勃兰登堡（即普属波美拉尼亚）。但汉诺威人却在沃伯格戰役中战胜法国人，继续阻止着法军从东线对普鲁士的攻势。
奥地利人则在恩斯特·基甸·冯·劳东将军统帅下占领西里西亚的格拉茨（现稱克沃兹科）。在利格尼茨之战中，腓特烈在军力为一比三的局势下战胜奥军。可不久之后，他的首都柏林就被萨尔特科夫的俄军与爱德华·博斯科恩馮·萊西将军的奥军于10月份时短暂占领。佔領儘管短暫，仍然大大的打擊了腓特烈的威信，因為很多人指出普魯士人對於短暫佔領維也納或聖彼得堡不抱任何期待。而虽然年末的托爾高戰役中腓特烈戰勝道恩统帅的奥军，但普鲁士人也付出很大的伤亡，而且最终让奥军有序地撤退。
但是，在庫勒斯道夫戰役之後，俄軍在戰場上卻顯得遲鈍，因為他們的補給線實在過於薄弱。以至於俄羅斯與奧地利在1759年10月達成共識，由奧地利接手負責俄羅斯的後勤補給，取代俄羅斯已經不堪負荷的軍需科。但奧地利軍需科沒有足夠的資源同時供給俄軍和奧軍的補給，因此實際上俄軍只獲得一小部分來自奧地利的援助。在格拉茨的戰鬥中，俄軍來不及趕到戰場投入戰鬥，而他們兩次攻克科沃布熱格的企圖都被粉碎。普軍的頑強防守將俄軍阻隔在科沃布熱格之外，使腓特烈可以專心的面對奧軍而不用分出兵力對付俄羅斯。

### 1761年-1762年
1761年初，普魯士只有10萬人可以動員參戰，而且許多是新召募的，這使普軍看似十分危急。然而，俄軍與奧軍的戰力也被嚴重消耗，以至於無法給與普魯士致命一擊。
1761年2月斐迪南率軍在巴特朗根薩爾察奇襲法軍，並在3月包圍卡塞勒，但法軍重新集結之後在格林貝格戰役大敗普軍，並捕獲數千名俘虜，迫使普軍解除圍城。在威靈豪森戰役中，斐迪南的漢諾瓦軍擊敗92,000人的法軍部隊。
而東線的戰事也進展得非常緩慢，俄軍的戰力很大程度上依賴於他們位於波蘭的彈藥庫，但彈藥庫卻遭到普軍發動幾次成功襲擊。例如該年9月，由普拉滕（platen）將軍領導的襲擊，讓俄軍損失2000人，大部分遭俘虜，並且損壞5000輛馬車。由於人力逐漸短缺，普軍被迫採用襲擊彈藥庫這個新的策略，來拖慢敵人的推進速度。雖然腓特列的軍隊已經受到消耗，但主要部分仍待在大本營博萊斯瓦維采，奧地利與俄羅斯都在猶豫是否對其發動進攻。然而，1761年底，普魯士面臨了兩個挑戰：奧地利攻占了希維德尼察，另一方面俄軍將領扎哈爾·切爾尼舍夫和彼得·魯緬采夫率軍包圍並攻陷科沃布熱格，使普魯士失去在波羅的海的最後一個港口。一直以來，俄軍的主要問題在於後勤補給過於脆弱，使得他們難以擴大暫時的優勢。現在俄軍可以藉由海路更快速且安全的運輸補給至前線，因為普魯士騎兵無法在海上攔截船隻。由於腓特烈無法分出軍隊保衛首都，這個轉變扭轉了俄普之間的陸軍實力。此時，英國人認為普魯士即將要崩潰了。
於是英國威脅普魯士跟交戰國妥協讓步以換取和平，否則將撤出對普魯士的軍事援助。此時普魯士的狀況非常艱困，普軍已經銳減到剩下60,000人，而且柏林已經被包圍了。但是，1762年1月5日，俄國女皇伊丽莎白·彼得罗夫娜病逝，亲普鲁士的彼得三世即位后立即與腓特烈议和，並歸還俄國占領的東普魯士與波美拉尼亞，這便是著名的勃蘭登堡王室的奇蹟。彼得三世甚至讓腓特烈指揮自己的軍隊，腓特烈因此得到喘息之机，集結更多軍隊，約12,000人，專心對抗奧地利。於是腓特烈攻陷希維德尼察，將奧軍逐出西利西亞，然後在薩克森他弟弟亨利在弗賴貝格戰役(1762年10月29日)中擊敗奧地利，同時，普魯士的盟軍布倫瑞克則拿下哥廷根和卡瑟爾。
1762年1月4日英國向西班牙宣戰，西班牙也於1月18日向英國宣戰，葡萄牙跟著參戰並加入英國這一方。西班牙在法國的幫助下入侵葡萄牙且成功佔領阿爾梅達，但英國援軍的抵達推遲西班牙的攻勢，英葡聯軍在瓦倫西亞德亞爾坎塔拉戰役中蹂躪一座西班牙主要的補給基地。西法聯軍被擋在阿布朗提斯固守的阿布朗提斯外的一個高地。最後英葡聯軍在游擊隊以及焦土戰術的幫助下將戰力被嚴重削弱西法聯軍趕回西班牙，收復大部分的失土，除了滿目瘡痍的西軍指揮總部布朗库堡。
英國海軍長期的封鎖法國港口削弱法國人的士氣，當在紐芬蘭的訊號山戰役中法軍戰敗的消息傳回巴黎時又使法國人士氣進一步下降。接著俄羅斯倒戈，瑞典撤軍，奧地利在兩場戰役中被普魯士擊敗，路易十五意識到奧地利不可能在沒有財政及物質支援的情況下收復西利西亞，但法國又已不願再提供更多援助了。換言之，法國獲得奧屬尼德蘭的條件不可能達成了。於是法普議和，法國從普魯士的萊茵蘭撤軍，結束了法國在日耳曼地區的戰事。

### 1763年
1763年，中歐的戰事基本上普軍和奧軍陷入僵局。在前一年的博克施道夫戰役中，腓特烈率領普軍勉強戰勝了道恩的奧軍，並奪回大部分的西利西亞與薩克森，緊接著在弗賴貝格戰役中，腓特烈的弟弟亨利擊敗奧軍，並控制西利西亞與薩克森首府德累斯頓以外的地區。此時，亨利的財政狀況還不算艱難，但他的王國被摧毀，軍隊也嚴重地衰弱中，人力減少的情況下又損失大量有能力的軍官和將軍，以致於不太可能有能力對德勒斯登再發動進攻。英國的軍事援助被新任首相約翰·斯圖爾特撤回，俄國皇帝彼得三世被妻子葉卡捷琳娜廢黜，她使俄羅斯轉回支援奧地利並對普魯士發起新的進攻。然而奧地利就像其他參戰國一樣面臨嚴重的財務危機而必須縮編軍隊，影響奧地利的進攻力量。事實上，長期的戰爭使得奧地利政府陷入混亂，雖然仍擁有德累斯頓、克沃茲科和西利西亞南部，但沒有俄國援助的話勝利希望是很渺茫的。瑪麗婭·特蕾西婭女皇對於收復西利西亞已經不抱任何期待，他的大臣、丈夫與長子也都催促他盡快談和，而道恩元帥也猶豫於是否繼續對腓特烈發起進攻。於是，1763年2月15日奧地利和普魯士簽訂胡貝爾圖斯堡和約，將格拉茨還給普魯士以換取普魯士從西利西亞撤軍，至此，中歐地區的戰事結束了。

## 海上爭奪

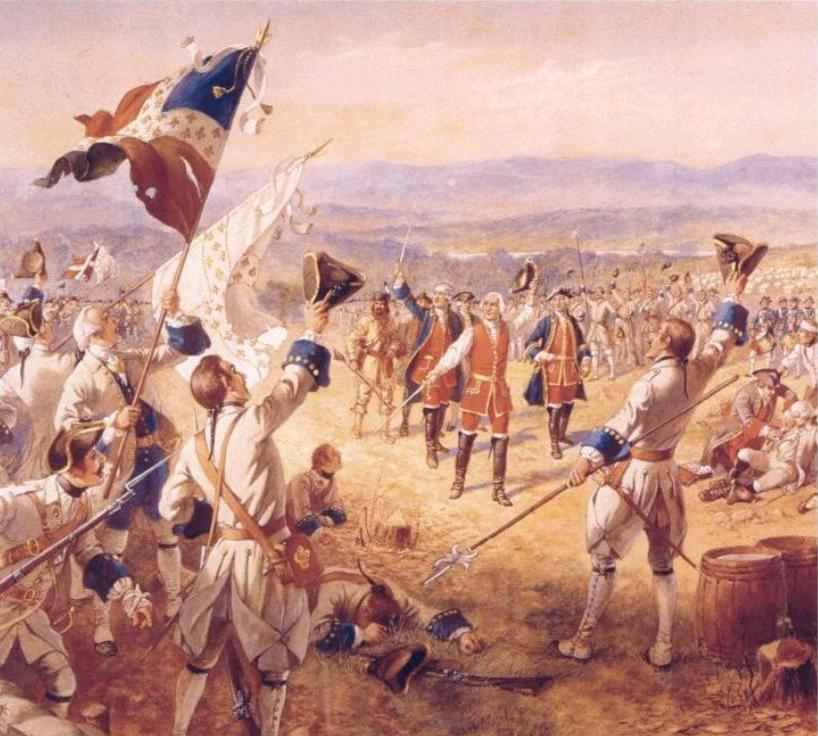
卡里隆戰役 (1759年)

在海上和殖民地，英法两国进行激烈的争夺，1756年4月，法国海军击败英国舰队占领地中海的梅诺卡岛，1758年，英军攻占布雷顿角，包围路易斯堡要塞，7月路易斯堡投降，第二年9月英军攻占魁北克。1759年，法国舰队在拉古什和基伯龙被英舰队消灭，1760年英国占领整个法属加拿大；1761年，英国占领法国在印度的殖民地。
同年12月俄军中將彼得·魯緬采夫攻克普鲁士要塞科沃贝热格，普军再次陷入绝境，此時卻出現被後世稱爲“勃蘭登堡王室的奇蹟”的戏剧性事件：1762年俄国女沙皇病逝，新沙皇彼得三世出生荷尔施泰因公国，母语为德语且对腓特烈和普鲁士文化狂热崇拜，他登基后立即同腓特烈结盟，俄军撤退，归还占领的全部领土，但是埋下俄國軍政雙方對於彼得三世的不滿，認為可以發動政變的時機已經到了。接著瑞典也跟著退出戰爭，普鲁士得以起死回生。1762年6月28日，彼得三世在宫廷政变中被妻子葉卡捷琳娜（葉卡捷琳娜二世）废黜。隨後，被廢的沙皇彼得三世被謀殺，葉卡捷琳娜對外宣稱是消化不良而死，10月底，葉卡捷琳娜基於她的政變而俄國內部不穩，不願意再繼續戰爭，這時俄國正式退出七年戰爭之中。俄国退出使反普同盟瓦解，1763年2月10日英法签定《巴黎和约》。15日普奥签定《胡貝圖斯堡條約》，普魯士同意撤出薩克森，而奧地利承認西里西亞歸普魯士所有，奥地利未能收复西里西亚领地。

## 影響

### 英國
英國是在七年戰爭中最大的贏家，法國在《巴黎和约》中被迫將整個法属路易斯安那割讓給英國，並從印度撤出，只保留5個市鎮。英國在海外殖民地的斗争中彻底压倒法国，成为世界霸主，邁向日不落帝國的傳奇。但英國將這次的大规模戰爭（法國-印第安戰爭）的军费以税务的方式轉嫁在北美十三州身上，引起當地居民的不滿。七年戰爭结束后12年，美國獨立戰爭爆發。

### 法國
《巴黎和約》成為法國君主制時期最屈辱的事件之一。法國放棄两百年海外扩张所取得的近所有成果。法國的外交策略黯然失敗，聲望也顯著下落，失去了世界第一強國的地位，並導致了十多年後對英國的報復戰爭。

### 奧地利
奧地利繼上次奧地利王位繼承戰爭和第二次西里西亞戰爭後再次不敵普魯士。瑪麗婭·特蕾西婭而後一直對葉卡捷琳娜大帝和腓特烈二世有敵對情緒，並在晚年致力於瓜分波蘭來尋求失去西里西亞的補償。

### 俄國
俄國在七年戰爭中鞏固其在東歐的勢力。俄國沙皇在戰爭後期的倒戈行為引來奧地利和法國的一片罵聲、卻贏得普魯士的友誼；日後葉卡捷琳娜皇后罷黜不守信義的前沙皇、自己登基為女皇；並更趨於向西擴張，踴躍於瓜分波蘭。俄國名將鲁缅采夫亦在此戰中成名。

### 普魯士
腓特烈因為俄羅斯在戰爭後期的沙皇倒戈至普魯士才保住西里西亞，使他獲得「軍事天才」及「大帝」的榮譽；七年战争后普鲁士也崛起为公认的中欧强权，其军队的战斗力得到了广泛认可。然而由于缺乏足够的领地，普鲁士在国力上依然难以和英、法、俄相提並論，常备军的维持主要依靠国王的节俭与军国体制下沉重的税务；只能算是比瑞典、西班牙这类中等強國（middle power）更有实力的「次强」。而且规模巨大的戰爭也使王國本土成為一片廢墟，不過戰後的腓特烈全力投入重建和平和經濟的工作讓普魯士的地位變得穩定。由於英國讓普國在七年戰爭成為孤軍，必須要對付三國(法奧俄)，普國上下彌漫著仇英態度。而後美洲爆發獨立革命，普魯士有意無意站在美軍這邊，並且派軍事觀察團觀察美英之戰。尽管腓特烈大帝与他的继任者腓特烈·威廉二世之后又参与了瓜分波兰以补充国力，普鲁士的弱点在拿破仑战争中依然暴露无遗，历经百年才建设起来的强大军队于第四次反法同盟战役中被全歼后，其再次衰弱为二流国家。直到施泰因-哈登贝格改革后，普鲁士才又一次重回正轨。

## 參看條目
- 战争列表